# Fishia betsia
Fishia betsia là một loài bướm đêm trong họ Noctuidae.